# Vụ bắt cóc Emilcin
Vụ bắt cóc Emilcin là sự kiện sinh vật ngoài hành tinh bắt cóc một người nông dân tên là Jan Wolski vào tháng 5 năm 1978. Đây là vụ bắt cóc nhận được rất ít sự chú ý của giới truyền thông vào thời điểm đó. Một đài tưởng niệm sau này đã được dựng lên tại Emilcin, Ba Lan, tại nơi xảy ra vụ bắt cóc này.

## Diễn biến
Jan Wolski (/ˈvɒlski/; 29 tháng 5 năm 1907 – 8 tháng 1 năm 1990) bước ra ngoài lái một chiếc xe ngựa kéo vào đầu ngày 10 tháng 5 năm 1978 khi ông nói mình bị giật mình bởi hai "thực thể dạng người lùn tịt có khuôn mặt màu xanh lá cây" cao khoảng 5 foot (1,5 m). Hai người họ nhảy vào xe ngựa kéo của Wolski và, theo Wolski cho biết, ngồi cạnh ông và bắt đầu nói bằng một thứ tiếng lạ. Ban đầu ông đã nhầm họ là người nước ngoài vì "đôi mắt nghiêng và xương gò má nổi bật" của họ. Wolski lái chiếc xe kéo của mình, với hai sinh vật trên xe, đến một nơi hoang vắng mà ông nói có một vật thể lớn đang bay lơ lửng tại đấy.

### Tàu vũ trụ
Theo lời Wolski, một vật thể bay không xác định màu trắng hoàn toàn, dài khoảng 14,75 foot (4,5 m) – cao tới 16,5 foot (5,0 m) và "dài như một xe buýt," bay lượn trong không trung ở độ cao khoảng 16 foot (4,9 m). Không có điểm đặc trưng bên ngoài đáng chú ý nào của con tàu (ví dụ: đèn, mối nối, v.v.). Wolski đã đề cập rằng có bốn vật thể trên tàu làm bằng chất liệu màu đen có vẻ như có hình dạng giống như mũi khoan, tạo ra một âm thanh ồn ào. Một cái bệ trông giống như thang máy gắn liền với con tàu lơ lửng rơi xuống đất. (Tranh thể hiện dưới nét vẽ của họa sĩ 1 Lưu trữ ngày 15 tháng 10 năm 2018 tại Wayback Machine và 2)
Sau đó, Wolski tuyên bố rằng ông được đưa lên tàu với thêm hai sinh vật mà ông đã gặp gần vật thể bay. Rồi ông được ra hiệu phải "cởi quần áo" (của mình). Có khoảng tám hoặc mười băng ghế nằm xung quanh tàu, mỗi cái có kích cỡ cho một người ngồi. Có một số quạ đen ở phía trước cánh cửa di chuyển chân và cánh của nó, nhưng dường như bất động. Wolski tuyên bố rằng sau đó ông được kiểm tra sức khỏe bằng một loại công cụ tương tự như hai cái chén hoặc "đĩa". Sau đó, ông được lệnh mặc đồ lại, và rồi mới nhận thấy không có đèn hay cửa sổ trên tàu, chỉ có ánh sáng ban ngày đi qua cánh cửa con tàu. Bọn họ ăn xong và cho ông thứ gì đó giống như cột băng nhưng ông đã từ chối. Nội thất trong tàu được mô tả là màu đen pha xám, tương tự như trang phục của các sinh vật này.

## Kết quả
Sau đó, Wolski trở về nhà với gia đình của mình và thông báo cho họ về những gì vừa xảy ra, thúc giục họ đến xem con tàu nổi. Ông đã thông báo cho mấy đứa con trai của mình, rồi họ gọi cho những người hàng xóm khác, và cùng nhau đi điều tra vết tích. Bãi cỏ nơi con tàu đã có dấu hiệu qua sử dụng, bị "giẫm lên đám hơi sương và đường đi tới mọi hướng." Wolski bèn trở về nhà, để lại những người hàng xóm và gia đình mình ở khu vực này. Các con trai của Wolski tuyên bố rằng có dấu chân do các sinh vật này để lại, mặc dù không rõ ràng từng chi tiết liệu dấu chân có to hơn hay nhỏ hơn của họ không.
Một cậu bé sáu tuổi tuyên bố đã chứng kiến một con tàu giống như xe buýt bay lơ lửng qua một kho thóc, sau đó leo lên cao trên bầu trời và biến mất.
Wolski đã giải thích những ký ức này trong một cuộc phỏng vấn với Henryk Pomorski và Krystyna Adamczyk vào tháng 7 năm 1978, hai tháng sau vụ việc. Băng âm thanh của cuộc phỏng vấn được lưu lại tại một kho lưu trữ riêng trong một thời gian dài trước khi được phát hành ra công chúng.

## Đài kỷ niệm
Năm 2005, theo sáng kiến của Quỹ Nautilus, một đài tưởng niệm được xây dựng tại Emilcin ở tọa độ 51°8′2,63″B 22°2′16,16″Đ / 51,13333°B 22,03333°Đ để kỷ niệm vụ Jan Wolski bị người ngoài hành tinh bắt cóc. Dòng chữ viết bằng tiếng Ba Lan, đọc là: "Ngày 10 tháng 5 năm 1978 tại Emilcin một vật thể UFO đã hạ cánh tại đây. Sự thật sẽ làm chúng ta ngạc nhiên trong tương lai."